# Cristianesimo in Marocco

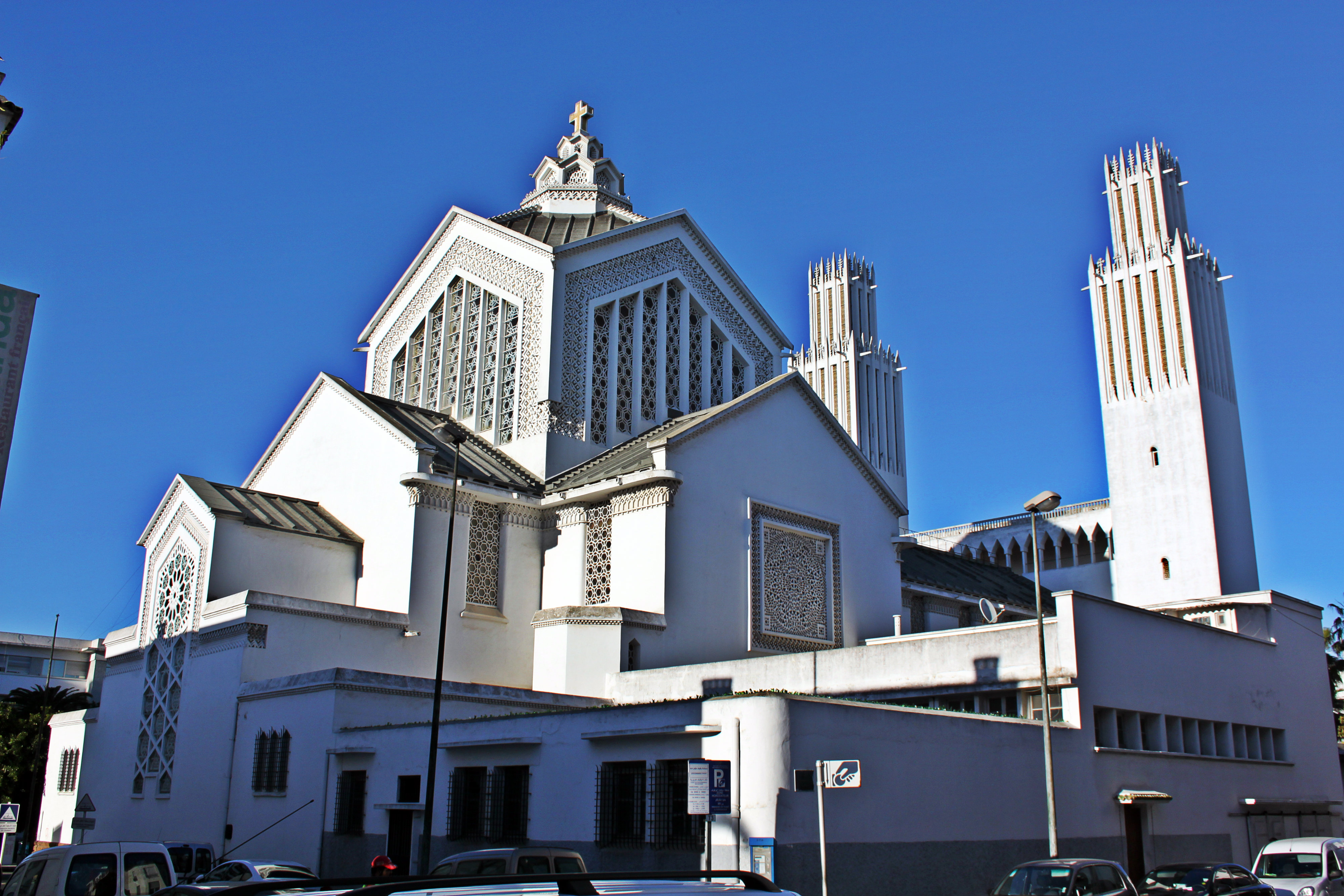
Cattedrale cattolica romana di San Pietro a Rabat.

Il cristianesimo in Marocco abbraccia meno dell'1% della popolazione del paese, costituita da 33,6 milioni di abitanti secondo il censimento svoltosi nel 2014; la maggior parte dei cristiani sono seguaci del cattolicesimo e del protestantesimo.
Il Dipartimento di Stato degli Stati Uniti d'America stima che i cristiani marocchini possano essere 40.000, mentre il progetto "Pew-Templeton Global Religious Futures (GRF)" li stima in circa 20 mila. Il numero dei marocchini che si sono convertiti al cristianesimo è stimato essere tra gli 8.000 e i 40.000.

## Problematiche legali

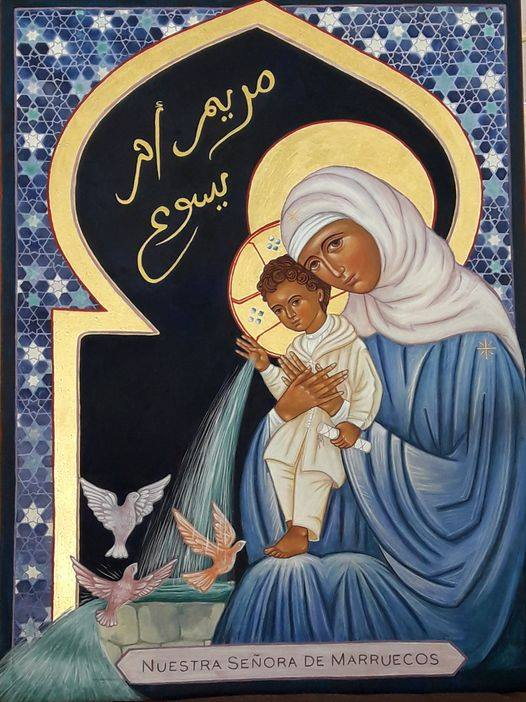
Icona di Nostra Signora del Marocco, Carmelitani Scalzi di Tangeri

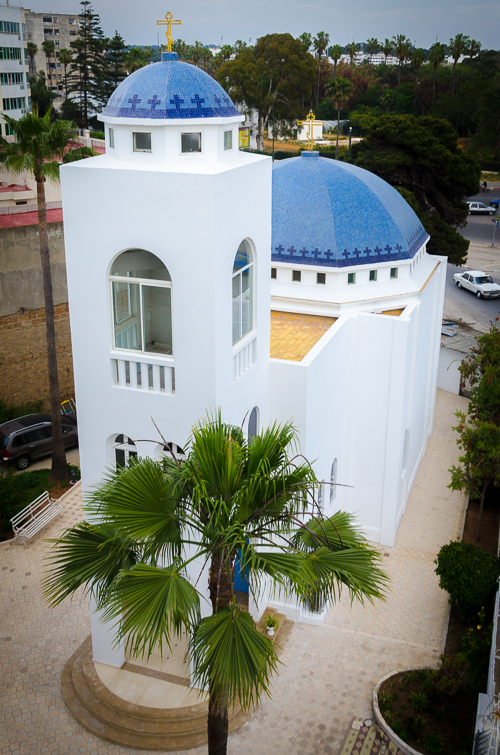
La chiesa della Santa Resurrezione a Rabat è la prima e al giorno d'oggi una delle due chiese ortodosse russe in uso in Marocco

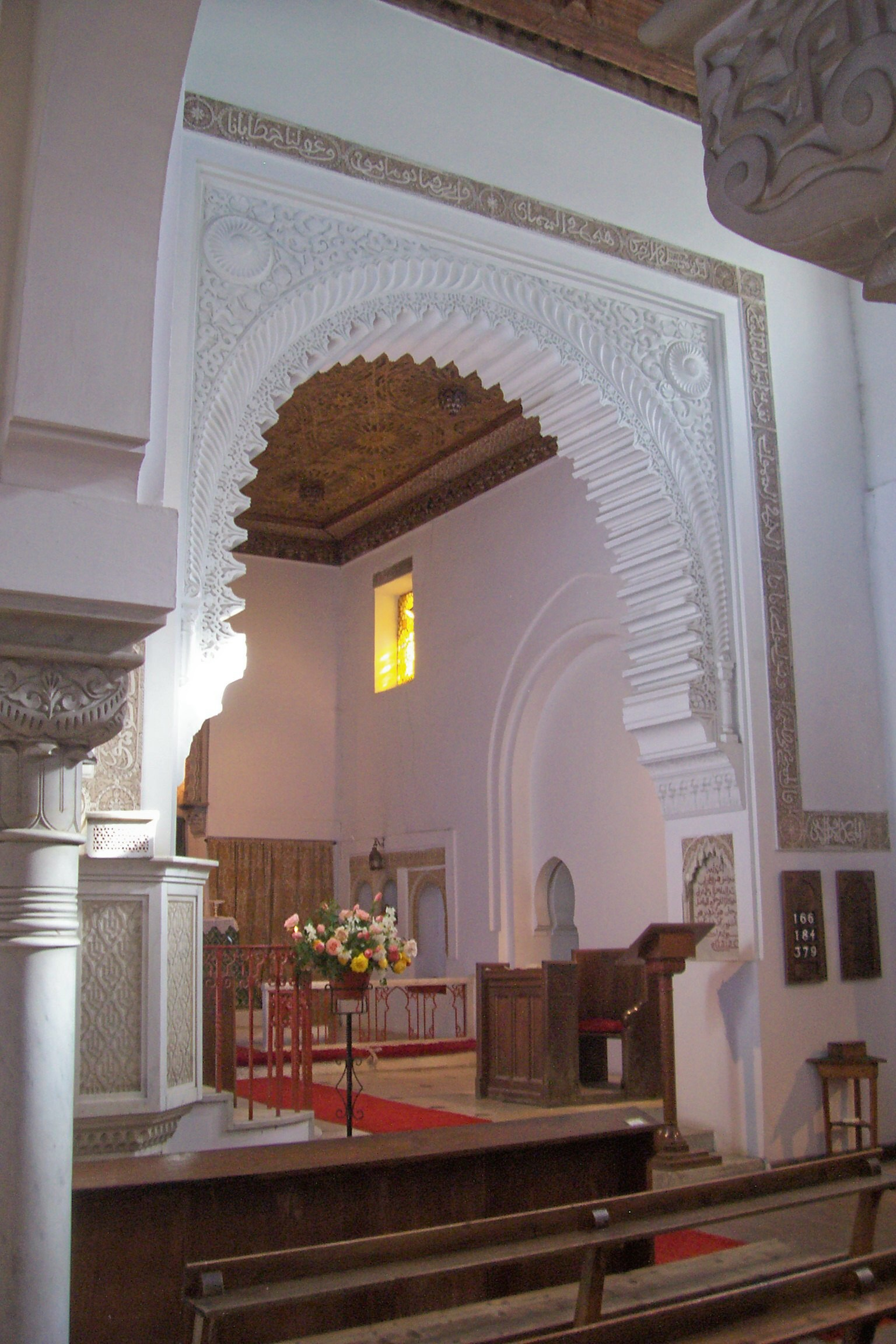
Interno della chiesa anglicana dedicata a Sant'Andrea a Tangeri

L'articolo 3 della Costituzione marocchina "garantisce a tutti il libero esercizio della fede", ma il codice penale marocchino vieta l'opera di conversione ad altre religioni diverse dall'Islam. Le conversioni di musulmani al cristianesimo (o proselitismo o apostasia) avvenivano spesso durante il periodo coloniale, poiché le leggi contro tali conversioni non esistevano ancora.
Ai sensi dell'articolo 220 del codice penale marocchino, "chiunque fornisca incitamenti atti a scuotere la fede di un musulmano o di convertirlo a un'altra religione" incorre in una pena detentiva da 3 a 6 mesi e in una multa da 200 a 500 dirhams. Qualsiasi tentativo di indurre un musulmano alla conversione è illegale. I missionari stranieri o limitano così il loro proselitismo per i non-musulmani o tentano di condurre il loro lavoro con discrezione. Nonostante queste limitazioni, uno studio del 2015 stima circa 3.000 credenti in Cristo provenienti da famiglie musulmane.

## Storia

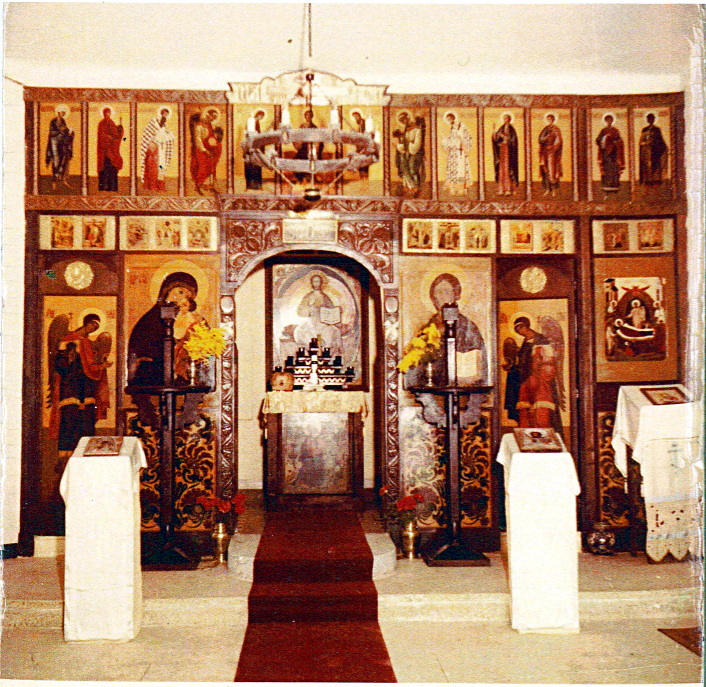
Interno di una chiesa russo ortodossa a Casablanca.

Il cristianesimo in Marocco è apparso durante il tempo dell'impero romano, quando fu praticato dai berberi nell'allora provincia romana di Mauretania Tingitana; questo anche se praticamente scomparve dopo le conquiste islamiche.
Secondo la tradizione, il martirio di San Marcello di Tangeri ebbe luogo il 28 luglio 298.
Prima dell'acquisizione dell'indipendenza, il Marocco ospitò più di mezzo milione di europei cristiani e durante il protettorato francese in Marocco (il paese faceva parte dell'impero coloniale francese) gli europei cristiani formarono quasi la metà della popolazione della città di Casablanca. Più tardi, dopo l'indipendenza nel 1956, la popolazione europea è diminuita notevolmente.
Negli ultimi anni del XIX secolo e fino all'inizio del XX secolo 250.000 cattolici spagnoli vivevano in Marocco; la maggior parte di essi lasciò il paese dopo la sua indipendenza nel 1956 e il loro numero si ridusse fino a 13.000.
A tutt'oggi la comunità dei cristiani espatriati (cattolica romana e protestante) è composta da 5.000 membri che praticano la propria fede, anche se le stime dei cristiani che risiedono nel paese in generale giunge fino a 25.000 unità. La maggior parte dei cristiani risiedono nelle aree urbane delle grandi città di Casablanca, Tangeri e Rabat. La maggior parte dei cristiani in Marocco sono stranieri, anche se l'organizzazione "Voice of the Martyrs" (VOM) riferisce vi è un crescente numero di nativi marocchini (45.000) convertiti al cristianesimo, in particolare nelle zone delle aree rurali. Molti dei convertiti vengono battezzati segretamente nelle chiese del Marocco.